# Silent Night (film 2021)
Silent Night è un film del 2021 diretto da Camille Griffin.
Commedia nera apocalittica di Natale con protagonisti Keira Knightley e  Matthew Goode.

## Trama
Nell e Simon e il loro figli sono pronti ad accogliere amici e parenti per quello che promette di essere un perfetto raduno natalizio.  Eppure, una nube oscura sta per calare su quella che minaccia di essere la loro ultima notte di Natale.

## Distribuzione
Silent Night è stato presentato in anteprima mondiale al Toronto International Film Festival 2021 il 16 settembre 2021 ed è stato distribuito il 3 dicembre 2021 nel Regno Unito da Altitude Film Distribution e negli Stati Uniti da AMC + / RLJE Films.

## Accoglienza

### Critica
Sul sito web dell'aggregatore di recensioni Rotten Tomatoes, il 65% di 110 recensioni di critici è positivo, con una valutazione media di 6,2/10. Il consenso critico del sito recita: "trascorrere del tempo con questi personaggi può essere molto da chiedere, ma Silent Night scruta l'abisso con ammirevole aplomb". Su Metacritic, il film ha una valutazione di 52 su 100 basata su 22 critici, indicando recensioni contrastanti o nella media.